# Puccinia schedonnardi
Puccinia schedonnardi ist eine Ständerpilzart aus der Ordnung der Rostpilze (Pucciniales). Der Pilz ist ein Endoparasit von Malvengewächsen sowie diverser Süßgräser. Symptome des Befalls durch die Art sind Rostflecken und Pusteln auf den Blattoberflächen der Wirtspflanzen. Sie ist in Amerika und Ostasien verbreitet.

## Merkmale

### Makroskopische Merkmale
Puccinia schedonnardi ist mit bloßem Auge nur anhand der auf der Oberfläche des Wirtes hervortretenden Sporenlager zu erkennen. Sie wachsen in Nestern, die als gelbliche bis braune Flecken und Pusteln auf den Blattoberflächen erscheinen.

### Mikroskopische Merkmale
Das Myzel von Puccinia schedonnardi wächst wie bei allen Puccinia-Arten interzellulär und bildet Saugfäden, die in das Speichergewebe des Wirtes wachsen. Die systemisch wachsenden Aecien des Pilzes besitzen 20–24 × 16–19 µm große, ellipsoide bis kugelige, hyaline Aeciosporen mit runzliger Oberfläche. Die zimtbraunen Uredien der Art wachsen beidseitig auf den Blättern der Wirtspflanze. Ihre hell zimtbraunen Uredosporen sind 21–26 × 18–24 µm groß und fein stachelwarzig. Die beidseitig wachsenden Telien der Art sind schwärzlich, pulverig und früh offenliegend. Die hell haselnussbraunen Teliosporen des Pilzes sind zweizellig, selten vertikal septiert, in der Regel langellipsoid bis ellipsoid und 28–26 × 18–25 µm groß. Ihre Stiele sind meist farblos und bis zu 125 µm lang.

## Verbreitung
Das bekannte Verbreitungsgebiet von Puccinia schedonnardi reicht von Argentinien bis in die nördlichen USA und umfasst zudem Japan und die Philippinen.

## Ökologie
Die Wirtspflanzen von Puccinia schedonnardi sind für den Haplonten vor allem Hibiscus-Arten und andere Malvengewächse (Malvaceae spp.) sowie Süßgräser der Gattungen Lycurus, Melica, Muhlenbergia, Schedonnardus, Sporobolus und Diplasis für den Dikaryonten. Der Pilz ernährt sich von den im Speichergewebe der Pflanzen vorhandenen Nährstoffen, seine Sporenlager brechen später durch die Blattoberfläche und setzen Sporen frei. Die Art verfügt über einen Entwicklungszyklus mit Telien, Uredien, Spermogonien und Aecien und macht einen Wirtswechsel durch.